# 白唇鹿
「白唇鹿」也叫黄鹿、红鹿、黄臀鹿、扁角鹿是鹿类中体形较大的一种，它们仅分布在青藏高原，是中国的特有种。白唇鹿在青藏高原特有的条件下演化而来，由于它的栖息地人烟稀少，直到19世纪才被研究人员所认识。由于白唇鹿对生存环境高度适应，使它们的分布十分狭窄，距1990年代中后期的统计估计有15800头。

## 分布
白唇鹿仅在中国有分布，主要分布在青藏高原及其边缘地带的高山草原地区，包括了青海、甘肃、四川西部、西藏、云南北部五个省，是现今分布海拔最高的鹿科动物。目前白唇鹿的实际分布地区比过去已经大大减少，而且呈岛状分散的分布。岛状分布对物种的血缘交换、取食范围等都有不利的影响，是物种临近最后生存的表现。

## 起源与进化
第四纪更新世，青藏高原逐步抬升，至晚更新世，高原的特有种类已基本形成。上新世动物的继承者鹿科中的代表种是黑鹿（Epirusa wilzheimeri）和斑鹿，在特殊的地理条件下，黑鹿的一部分分化为特殊的种属，白唇鹿就是从黑鹿系统中分化出来的。白唇鹿的化石种和现生种都发现在青藏高原地区，世界上唯一的白唇鹿化石发现于西藏聂拉木县全新世地层中，此地处于青藏高原腹地，说明整个物种的演化都发生在这一地区。

## 特征

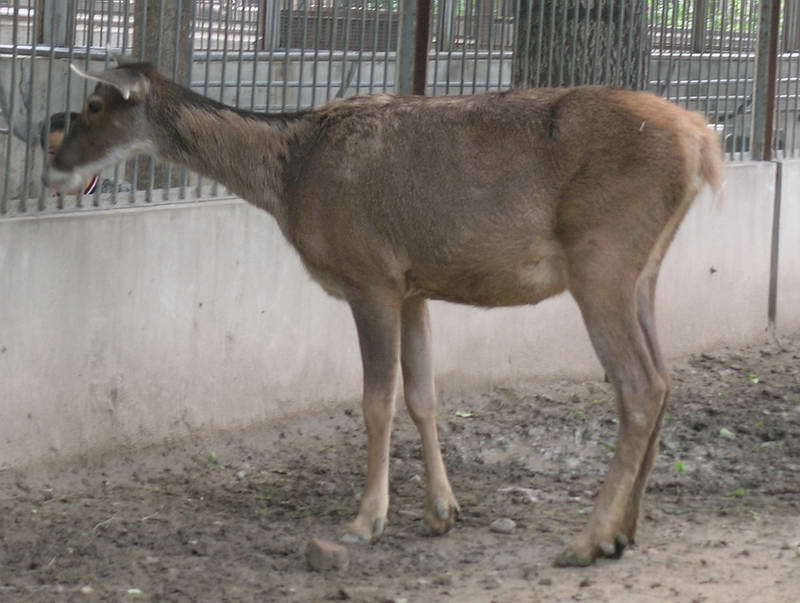
雌性白唇鹿

白唇鹿体形高大，体长约2米，通体被毛十分厚密，毛粗硬且无绒毛，毛色在冬夏有差别。鼻端两侧、下唇记下颌白色。在臀部尾巴周围有黄色斑块，因此当地人也称它为“黄臀鹿”。雄性白唇鹿具角，角的主干扁平，故也称其“扁角鹿”。
白唇鹿的心肌细胞线粒体密集，功能活跃，还可见到肥大的线粒体，和是机体对低氧环境代偿的结果。

## 习性
白唇鹿是一种典型的高寒动物，它们的栖息地海拔在3000~5000米，植被主要是高山针叶林和高山草甸。它们的食物主要是禾本科和莎草科植物。
白唇鹿以集群方式活动，群体的规模因季节和栖息环境的差异而不同，这与鹿科的其他种类十分相似，即一般在植被较密集的生境中通常分散活动或结小群，而在开阔地带通常借大群。它们的社会群体中有等级序位，群体具有较强的内聚力来应付天敌和其他威胁。
白唇鹿一般3岁性成熟，发情期在每年的9月至11月，它们是多次发情动物（polyestrous）。孕期一般在8个月左右，每年的5~6月份产仔。新生的幼仔有本能的藏匿行为，除吃奶时间外，均在隐蔽的地方卧下睡觉。一个月大的幼鹿开始吃草，有反刍行为。
在野外环境，白唇鹿和马鹿的生态地理分布和发情期有重叠较差，偶尔会有二者的杂交后代。人工饲养条件下，有用白唇鹿作母本，马鹿作父本，繁殖出可育后代的案例。

## 研究历史
1883年，俄国的Przewalski在甘肃北部首次获得白唇鹿的标本，这一物种才进入生物学家的视野。1893年，英国的Blanford在西藏考察时又见到白唇鹿，随之命名为“Thorold's deer”。此后，德国和美国的考察在1938年~1939年期间分别报道了白唇鹿在四川等地的分布。这些早期的考察结果提供了白唇鹿地理分布的零散信息。
1960年代，中国政府开始对自然资源进行本地调查，开展了几次重大的动物资源普查，对各地的物种给出了普遍性的描述。但对于白唇鹿给出的物种信息还不全面，对其保护与管理还不能给出有效的科学资料。1985年起，中科院西北濒危动物研究所开始对白唇鹿进行生态学及保护的调查研究，这期间日本北海道大学的大泰司纪之（Noriyaki Ohtaishi）组成联合调查队也参与了5年的联合调查。这次调查，对了解白唇鹿的情况给出了全面的信息。

## 保护状况
目前，白唇鹿的整体数量处于下降的趋势。在青藏高原的自然条件下，白唇鹿的天敌有豹、狼等食肉动物，但由于数量有限对其威胁不大。威胁它们生存主要原因之一就是分布孤岛化。岛状的分布主要是由于其生殖力低，家畜竞争草场以及偷猎所致。岛状分布让物种的基因交流不足，取食范围缩小，隐蔽所缺乏，从而使物种的衰退，甚至绝灭。
青藏高原的牧民受宗教文化的影响，对鹿类有崇拜的情结，不进行捕杀，起到了保护的作用。猎杀者主要来自内地。由于鹿茸和其他器官在市场上有很高的需求，这种消费造成了对鹿类动物的猎杀，虽然在中国白唇鹿是一级保护动物，但从1958年开始对鹿类进行了大量捕杀，白唇鹿也不能幸免，直至当前非法的猎杀活动依然存在。对于分布密度很低且成岛状的白唇鹿，猎取少量雄性个体对整个种群的危害很大。
白唇鹿的饲养始于1958年，1961年北京动物园成功地进行了繁殖。1960年代至1980年代初，西部许多省份曾建立过许多鹿场，初衷是希望用饲养代替非法捕杀野生动物，饲养活捕的鹿类来满足市场需求，其中也包括白唇鹿。由于鹿场片面追求短期的鹿茸产量，对繁殖的管理十分混乱，造成杂交和近亲繁殖严重，白唇鹿的繁殖成功率很低，为了维系鹿场生存，有大量捕捉野生白唇鹿进行饲养，对野生种群造成了严重的破坏。虽然在1980年代末许多鹿场由于经营不善纷纷倒闭，但人工饲养的鹿类依然有7000只左右，其中青海玉树藏族自治州治多县养鹿场饲养有数百只白唇鹿。现在牧场多采用放牧的形式，既可以降低成本，也可提高繁殖力，但这种人为方式对环境和种群的影响还有待评估。
由于人类活动的影响，使白唇鹿种群的下降与家畜数量的增长呈相关趋势，野外调查表明，白唇鹿从不与家畜在同一块草地上同时吃草。此外，在脆弱的高寒生态系统，家畜的急剧增长对草场的过度消耗是很难恢复的，这使白唇鹿的生境发生，直接加重了岛状分布的状况。
世界自然保护联盟（IUCN）的红皮书从1994年对白唇鹿定为易危，此前一直认为信息缺乏而没有定级。

## 外部連結
1. ^ 吴家炎，王伟 编著 《中国白唇鹿》 中国林业出版社 1999年 ISBN 7-5038-2167-1
2. ^ Animal Info - White-lipped (Thorold's) Deer （页面存档备份，存于）
3. ^ 珍贵的白唇鹿 李湘涛